# Boterhuispolder
De Boterhuispolder is een polder en een voormalig waterschap in de Nederlandse provincie Zuid-Holland in de gemeenten Leiderdorp en Teylingen. Het waterschap is in 1634 ontstaan door de vereniging van elf kleine polders. Het waterschap was verantwoordelijk voor de vervening, drooglegging en later de waterhuishouding in de polders. De polder wordt bemalen door de Boterhuismolen, die thans op vrijwillige basis wordt bediend. Het beleid van de gemeente Leiderdorp mikt op een versterking van de recreatie in het buitengebied. In 2008 is in overleg met belanghebbenden een plan opgesteld om de Boterhuispolder toegankelijker te maken voor fietsers, wandelaars en kanovaarders.